# والتر إي. ليس
والتر إي. ليس (بالإنجليزية: Walter E. Lees)‏ هو ضابط أمريكي، ولد في 16 يوليو 1887 في جينسفيل في الولايات المتحدة، وتوفي في 16 مايو 1957.